# (7624) Gluck
(7624) Gluck (1251 T-1) – planetoida z pasa głównego asteroid okrążająca Słońce w ciągu 5,33 lat w średniej odległości 3,05 j.a. Odkryta 25 marca 1971 roku.